# La mia mano
La mia mano è una canzone scritta da Daniele Coro e Federica Camba. È il secondo singolo estratto dal secondo album di Federica Camba, Buonanotte sognatori.

## Il brano
Il brano è stato reso disponibile come singolo per l'airplay radiofonico a partire dal 3 maggio 2013.
In questo brano ha luogo un legame tra il country e l’irish acustico per parlare del destino e di quanto sopra un palmo di una mano, per gioco, si possa ritrovare il riassunto di una vita, amori compresi. 
Il brano più solare e positivo del disco, caratterizzato da un tempo veloce.

## Il video
L'11 giugno 2013 sul sito ufficiale di Vanity Fair esce in anteprima il video ufficiale del singolo. Il video, come il precedente, è stato girato per la regia di Luca Tartaglia.